# El dador
El Dador (en el inglés original, The Giver) es una novela escrita por la autora estadounidense Lois Lowry. Está ambientada en una sociedad futurista que es presentada, primero, como una sociedad utópica; pero, gradualmente, parece ser más bien una distópica.
La novela narra en tercera persona los doce años de vida de un muchacho llamado Jonas. La sociedad en que vive ha eliminado el dolor y las disensiones al convertirse a la Monotonía y a la Igualdad, un plan que también ha erradicado la profundidad emocional de sus vidas. Jonas es seleccionado para desempeñar la Misión de "Receptor de la Memoria", la persona que almacena todas las memorias del tiempo anterior a la Monotonía, necesario en caso de que los jefes necesiten ayuda para tomar decisiones en las que nadie cuenta ya con experiencia. Cuando Jonas recibe los recuerdos del anterior receptor - el "Dador" -, descubre cuán superficial se había convertido la vida de su comunidad.
No son pocos los lectores que lo encuentran, más bien, como una fuerte crítica similar a la de George Orwell en 1984, y a pesar de la controversia y las críticas que despertó la opinión de que el material era inapropiado para niños debido a la referencia explícita a la eutanasia y suicidio, la crítica general es que el libro glorifica estos temas como parte de un sistema utópico comunista. El Dador ganó la Medalla Newbery en 1994. En Australia, Estados Unidos y Canadá, el libro es parte de muchas listas de lecturas de escuelas secundarias, pero también se encuentra en muchas listas de libros vetados.[cita requerida]  La novela forma parte de una tetralogía, junto con Gathering Blue (2000), Messenger (2004) y Son (2012), otros tres libros ambientados en la misma era futurista.
En 2014 se estrenó una versión cinematográfica (The Giver) dirigida por Phillip Noyce y protagonizada por Brenton Thwaites.

## Sinopsis
Jonas, un niño de 11 años, vive en una comunidad aislada de todos excepto en unas pocas ciudades similares, donde todos, desde los bebés pequeños hasta el Anciano Mayor, tienen un rol asignado. Con la próxima Ceremonia anual de los Doce, está nervioso, porque allí se le asignará el trabajo de su vida. Busca la tranquilidad de su padre, un Cuidador (cuida a los bebés recién nacidos, que están diseñados genéticamente; por lo tanto, los padres de Jonas no están relacionados biológicamente con él) y su madre, una funcionaria del Departamento de Justicia. Le dicen que los Ancianos, que asignan sus carreras a los niños, siempre tienen razón.
Finalmente llega el día, y Jonas se reúne con sus compañeros en orden de nacimiento. Toda la comunidad está presente, y el jefe de ancianos preside. Jonas queda atónito cuando pasa su turno, y es cada vez más conspicuo y agonizante hasta que está solo. El Jefe de Ancianos luego explica que a Jonas no se le ha asignado una tarea normal, sino que se lo ha seleccionado como el siguiente Receptor de la Memoria, para ser entrenado por el actual, que se sienta entre los Ancianos, mirando a Jonas y que comparte con el Chico inusual de ojos claros [9]. La posición de Receptor tiene un alto estatus y responsabilidad, y Jonas rápidamente se encuentra alejándose de sus compañeros de clase, incluidos sus amigos cercanos Asher y Fiona. Las reglas que Jonas recibe lo separan aún más, ya que no le dan tiempo para jugar con sus amigos y requieren que mantenga su entrenamiento en secreto. También le permiten mentir y retener sus sentimientos de su familia, cosas que generalmente no están permitidas en la Comunidad reglamentada.Una vez que comienza, el entrenamiento de Jonas aclara su singularidad, ya que el Receptor de la Memoria es solo eso: una persona que carga con la carga de los recuerdos de toda la historia, y que es el único que tiene acceso a libros más allá de los libros de texto, y Libro de reglas emitido a cada hogar. El Receptor actual, que le pide a Jonas que lo llame Dador, comienza el proceso de transferir esos recuerdos a Jonas, ya que la persona común en la Comunidad no sabe nada del pasado. Estos recuerdos, y su ser el único miembro de la Comunidad que permitió el acceso a libros sobre el pasado, brindan la perspectiva del Receptor para asesorar al Consejo de Ancianos. El primer recuerdo es de deslizarse por una colina cubierta de nieve en un trineo, lo que resulta asombroso por el hecho de que Jonas nunca haya visto un trineo, ni nieve, ni una colina, ya que los recuerdos de incluso estas cosas se han abandonado para asegurar Seguridad y conformidad (llamada Igualdad). Incluso el color se ha rendido, y el Dador le muestra a Jonas un arco iris. Menos placenteramente, le da a Jonas recuerdos de hambre y guerra, cosas ajenas al niño. Durante su entrenamiento, Jonas descubre que el Dador una vez tuvo una aprendiz, llamada Rosemary, pero el niño encuentra a sus padres y al Dador reacios a discutir lo que le sucedió.
El padre de Jonas está preocupado por un bebé en el Centro de Crianza que no está prosperando y ha recibido un permiso especial para llevarlo a casa por la noche. El nombre del bebé será Gabriel si crece lo suficientemente fuerte como para ser asignado a una familia. Tiene ojos pálidos, como Jonas y el Dador, y Jonas se apega a él, especialmente cuando Jonas descubre que es capaz de recibir recuerdos. Si Gabriel no aumenta su fuerza, será "liberado de la Comunidad", en palabras comunes, llevado a otra parte. Esto le ha sucedido a un piloto aéreo que no se encuentra en el campo, a los que rompen las reglas crónicas, a las personas mayores y a la aprendiz Rosemary. Después de que Jonas especula casualmente con respecto a la vida "Fuera", el Dador lo educa al mostrarle al niño un video con cámara oculta del padre de Jonas haciendo su trabajo: como no se puede permitir que dos miembros de la comunidad sean idénticos, el padre de Jonas libera al menor de dos gemelos idénticos inyectando al bebé un veneno antes de poner su cadáver en un vertedero de basura. No hay otro lugar para aquellos que no son buscados por la Comunidad, aquellos que se dice que han sido "liberados" han sido asesinados. Ya que considera que su padre es un asesino, Jonas inicialmente se niega a regresar a su hogar, pero el Dador lo convence de que, sin los recuerdos, la gente de la Comunidad no puede saber que lo que han sido entrenados para hacer es incorrecto. Rosemary no pudo soportar los recuerdos más oscuros del pasado y se suicidó con el veneno. Juntos, Jonas y el Dador llegan a la conclusión de que el momento de cambiar es ahora, que la Comunidad se ha perdido y que debe recuperar sus recuerdos. La única manera de hacer que esto suceda es que Jonas se vaya de la Comunidad, momento en el que los recuerdos que le han sido dados volverán a inundar a la gente, al igual que los pocos recuerdos que le habían dado a Rosemary. Jonas quiere que el Dador se escape con él, pero el Dador insiste en que será necesario para ayudar a la gente a manejar los recuerdos, o se destruirán a sí mismos. Una vez que la Comunidad se haya restablecido en una nueva línea, el Dador planea unirse en la muerte con Rosemary, que era su hija.
El Dador diseña una trama en la que Jonas escapará más allá de los límites de las Comunidades. El Dador hará que parezca que Jonas se ahogó en el río para que la búsqueda de él sea limitada. El plan se va al traste cuando Jonas se entera de que Gabriel será "liberado" a la mañana siguiente, y siente que no tiene más remedio que escapar con el bebé. Su escape está plagado de peligros, y los dos están cerca de la muerte por el frío y el hambre cuando llegan a la frontera de lo que Jonas cree que debe ser "Fuera". Usando su habilidad para "ver más allá", un regalo que no entiende del todo, encuentra un trineo esperándolo en la cima de una colina nevada. Él y Gabriel conducen el trineo hacia una casa llena de luces de colores, calidez, amor y un árbol de Navidad, y por primera vez oye algo que él cree que debe ser música. El final es ambiguo, con Jonas representado como experimentando síntomas de hipotermia. Esto deja sin resolver su futuro y el de Gabriel. Sin embargo, su destino se revela en Gathering Blue y en Messenger, novelas acompañantes escritas más tarde. [10]
En 2009, en el Festival Nacional del Libro, la autora Lois Lowry bromeó durante una sesión de preguntas y respuestas: "Jonas está vivo, por cierto. No es necesario que hagas esa pregunta". [11]

## Premios y nominaciones
Lois Lowry ha ganado varios premios por su trabajo en El dador, siendo los más notables:
- La Medalla Newbery (1994)
- El William Allen White Award (1996)[2]
- La American Library Association lo incluyó como "Mejor libro para jóvenes adultos", "Notable libro de niños" y "100 libros más frecuentemente cuestionados de 1990-2000".
- Un Boston Globe-Horn Book
- Medalla Regina
- Elección del editor de Booklist.
- "Mejor libro del año" por el School Library Journal.